# اوه سونگ-سیک
اوه سونگ-سیک (انگلیسی: Oh Sung-sik؛ زادهٔ ۱۲ سپتامبر ۱۹۷۰) بازیکن بسکتبال اهل کره جنوبی بود. وی در بازی‌های المپیک تابستانی ۱۹۹۶ شرکت کرده‌است.